# Coolah, New South Wales
Coolah är en ort i Australien. Den ligger i kommunen Warrumbungle Shire och delstaten New South Wales, i den sydöstra delen av landet, omkring 270 kilometer nordväst om delstatshuvudstaden Sydney. Antalet invånare är 922.
Trakten runt Coolah är nära nog obefolkad, med mindre än två invånare per kvadratkilometer..
Trakten runt Coolah består till största delen av jordbruksmark. Genomsnittlig årsnederbörd är 792 millimeter. Den regnigaste månaden är februari, med i genomsnitt 161 mm nederbörd, och den torraste är oktober, med 12 mm nederbörd.